# Ron Thal
 (septembre 2024).
Si vous disposez d'ouvrages ou d'articles de référence ou si vous connaissez des sites web de qualité traitant du thème abordé ici, merci de compléter l'article en donnant les références utiles à sa vérifiabilité et en les liant à la section « Notes et références ».
 Ronald Jay Blumenthal, dit Ron Thal ou Bumblefoot, est un compositeur, chanteur et guitariste américain né le 25 septembre 1969 à Brooklyn. Il commence sa carrière en solo, sous le nom de Ron Thal, puis forme le groupe Bumblefoot. Il tourne avec Guns N' Roses jusqu'en 2014.

## Biographie

### Débuts
En 1987 parait Awol, un EP enregistré par Ron Thal avec son frère Jeff Thal à la batterie.
Repéré par le producteur Mike Varney à l'époque des articles « Spotlight » du magazine Guitar Player (en), Ron Thal publie un premier morceau dans Ominous Guitarists From The Unknown (1991), une compilation de guitaristes inconnus produite par le label de Mike Varney, Shrapnel Records (l'écurie à shredders). Il s'agit une adaptation de la Fantaisie-Impromptu de Chopin à la guitare.
Après une expérience malheureuse d'enseignant, Ron Thal sort son premier disque, The Adventures of Bumblefoot, chez Shrapnel en mai 1995. Il fait ensuite une petite incursion dans la musique de jeux vidéo avec Wild Woody de Sega, et sort Hermit (en) chez Shrapnel, en janvier 1997,.

### En tant queBumblefoot
Hands (en) est le premier disque sorti sous le label de Ron Thal, Hermit Inc., en avril 1998. C'est à partir de cet album qu'il prend le nom de Bumblefoot d'abord comme nom de groupe, puis comme nom d'artiste. Le fabricant de guitares Vigier lui construit une Bumblefoot guitar en forme de pied, disposant d'ailes de guêpe qui sortent lorsqu'on utilise le vibrato.
En janvier 2002 est publié Uncool (en), où Ron Thal invente de toutes pièces un groupe de crooncore sur le retour (un mélange de Ragga, de Tom Jones, et de Rage Against the Machine avec Steve Vai à la guitare). Ce disque est d'abord sorti uniquement en France en 2000. Sa sortie mondiale n'a été faite que 2 ans plus tard, avec une playlist différente. Les morceaux ayant disparu de la version française se retrouvent sur l'album Forgotten Anthology (en).
Son disque 9.11 est sorti en hommage aux victimes du 11 septembre. Tous les fonds récoltés seront versés aux familles des victimes. Ce disque renoue avec la tradition des musiques instrumentales, et Ron inaugure en grande pompe sa maîtrise de la guitare fretless.
Le disque Forgotten Anthology (en) recueille des morceaux non parus sur les albums précédents, que cela fut à cause d'un choix artistique ou parce qu'ils n'étaient pas achevés pour la sortie du disque pour lequel ils ont été composés.
Après une participation à l'album Organic de Freak Kitchen, son album Normal (en) sort en novembre 2005,,.
Le 19 mai 2008, Ron Thal diffuse gratuitement sur son site internet un morceau de son album Abnormal (en), qui paraît courant 2008.
En 2015, Bumblefoot publie un nouvel album en solo, Little Brother Is Watching (en),,.

### Guns N' Roses
En 2006, Ron Thal rejoint les nouveaux Guns N' Roses d'Axl Rose et devient le troisième guitariste du groupe.
Ron Thal quitte définitivement Guns N'Roses en juin 2015. Il explique avoir été frustré de ne pouvoir s'exprimer comme il le voulait.

### Art of Anarchy
En 2011, Ron Thal forme un groupe avec John Moyer (Disturbed) et les frères jumeaux Jon et Vince Votta appelé Art of Anarchy (en). Au printemps 2015, le groupe sort un premier album, Art of Anarchy (en), avec Scott Weiland au chant. Il est remplacé par Scott Stapp (Creed) en 2016. Le second album du groupe, The Madness (en), sort le 24 mars 2017.

### Sons of Apollo
En 2017, il forme le groupe de métal progressif Sons of Apollo avec Mike Portnoy (batterie), Jeff Scott Soto (chant), Billy Sheehan (basse) et Derek Sherinian (clavier). Leur premier album Psychotic Symphony (en) sort le 20 octobre 2017,.
Il est suivi par MMXX (en) en 2020.

### Whom Gods Destroy
Fin 2023, Derek Sherinian et Bumblefoot annoncent la création de leur supergroupe Whom Gods Destroy. Aux côtés du claviériste et du guitariste, on trouve le chanteur Dino Jelusić, le bassiste Yas Nomura et le batteur Bruno Valverde.
Insanium, le premier album du groupe, sort en mars 2024 chez InsideOut Music,.

### Autres activités
Ron Thal est aussi un producteur prolifique, travaillant avec des groupes de rap, de death metal, de pop dans son studio new-yorkais. Durant l'année 1999 il produit l'album Breizh Amerika de Pat O'May distribué par Coop Breizh. On a pu notamment les voir en tournée ensemble.
Il apparaît aussi dans l'album d'Orelsan Perdu d'avance (2009), où il collabore sur le titre Peur de l'échec. Il fait une apparition sur la chanson Bloodlust de Madonagun sur leur album Grovel at her Feet (2012).
En 2019, leur guitariste Sam Coulson les ayant quitté pour se consacrer à des projets solo, le groupe Asia fait appel à Ron Thal pour le remplacer en tant que guitariste et chanteur, à l'occasion d'une tournée à travers les États-unis, intitulée The Royal Affair Tour et qui réunit les groupes Yes, Asia et Carl Palmer ELP Legacy, le bassiste John Lodge des Moody Blues ainsi que le chanteur britannique Arthur Brown. Le guitariste Steve Howe jouera en tant qu'invité spécial avec son ancien groupe Asia, ainsi qu'avec Yes durant cette tournée.

### Vie privée
Depuis 1996, Ron Thal est marié avec Jennifer, actrice.

## Style et techniques de jeu
Ron Thal est connu pour jouer de la guitare avec un dé à coudre, qui lui permet d'atteindre des notes très aigües au-delà du manche. Il joue également d'une guitare à deux manches, l'un n'ayant pas de frettes.
Il est réputé pour sa dextérité et sa technique. Son œuvre est jugée « aussi bébête et déjantée (...) que complexe et impossible à jouer ». Libération le compare à Frank Zappa dans le style metal.

## Matériel
- Vigier Bumblefoot Signature
- Vigier Bumblefoot Signature (édition limitée 2009)
- Vigier Bumblefoot guitar custom
- Vigier Surfretter (Fretless)
- Vigier Excalibur Custom
- Vigier Swiss Cheese Guitar (Au départ une idée sur une Ibanez customisée par Ron Thal avec des micros Di Marzio, trouée et peinte en jaune pour imiter le gruyère)
- Parkwood PW370M Acoustic Guitar
- Gibson Flying V
- Diverses guitares retouchées par ses soins, dont une guitare en forme de pied[30]...
- Gibson les Paul et Vigier G.V. avec Guns N' Roses
- Vigier modèle DoubleBfoot, double manche dont un fretless[29]

## Discographie

### Solo

#### En tant que Ron Thal
- 1987 : Awol, EP enregistré avec son frère Jeff Thal à la batterie (Thagnau Records)
- 1995 : The Adventures of Bumblefoot[29]
- 1997 : Hermit (en)

#### En tant que Bumblefoot
- 1998 : Hands (en)
- 2001 : 9.11
- 2002 : Uncool (en)
- 2003 : Forgotten Anthology (en)
- 2005 : Normal (en)[29]
- 2008 : Abnormal (en)[29]
- 2009 : Barefoot – The Acoustic EP (en)
- 2015 : Little Brother Is Watching (en)

### Guns N' Roses
- 2008 : Chinese Democracy
- 2014 : Appetite for Democracy 3D (en) (DVD)

### Sons of Apollo
- 2017 : Psychotic Symphony (en)
- 2019 : Live with the Plovdiv Psychotic Symphony (en)
- 2020 : MMXX (en)

### Whom Gods Destroy
- 2024 : Insanium (en) (InsideOut Music)

### Participations
- 2013 : Tony Harnell (en), Tony Harnell & the Wildflowers featuring Bumblefoot (en) (EP)
- 2016 : Paul Personne, Lost in Paris Blues Band avec Robben Ford, John Jorgenson, Bervely Jo Scott, Kevin Reveyrand et Francis Arnaud
- 2018 : Pat O'May, One Night In Breizh Land
- 2023 : Mohini Dey, Mohini Dey